# Turvo (kommun i Brasilien, Paraná)
Turvo är en kommun i Brasilien.   Den ligger i delstaten Paraná, i den södra delen av landet, 1 100 km söder om huvudstaden Brasília. Antalet invånare är 13 838.
I omgivningarna runt Turvo växer i huvudsak städsegrön lövskog. Runt Turvo är det glesbefolkat, med 15 invånare per kvadratkilometer.